# 15955 Johannesgmunden
15955 Johannesgmunden este un asteroid din centura principală de asteroizi.

## Descriere
15955 Johannesgmunden este un asteroid din centura principală de asteroizi. A fost descoperit pe 26 ianuarie 1998 la Linz de Erich Meyer. Asteroidul prezintă o orbită caracterizată de o semiaxă mare de 2,79 ua, o excentricitate de 0,04 și o înclinație de 3,1° în raport cu ecliptica.